# Воскресеновка
Воскресѐновка (на руски: Воскресеновка) е село в южната част на Европейска Русия, част от Пензенски район на Пензенска област. Населението му е около 1963 души (2010).
Разположено е на 185 метра надморска височина на Приволжкото възвишение, на 10 километра западно от Пензенското водохранилище на река Сура и на 16 километра южно от центъра на Пенза. Селището е основано през 1686 година като поместие с крепостни селяни. През 1717 година е унищожено от разбунтувалите се срещу Руската империя казаци, ногайци и черкези по време на Кубанския погром, но не след дълго е възстановено.

## Известни личности
Родени във Воскресеновка
- Василий Ключевски (1841-1911), историк